# آنخل زوبیتا
آنخل زوبیتا (انگلیسی: Ángel Zubieta; ۱۷ ژوئیهٔ ۱۹۱۸ – ۲۸ اکتبر ۱۹۸۵) بازیکن فوتبال اهل اسپانیا بود.
از باشگاه‌هایی که در آن بازی کرده‌است می‌توان به باشگاه ورزشی سن لورنسو آلماگرو، باشگاه فوتبال اتلتیک بیلبائو، و باشگاه فوتبال دپورتیوو لاکرونیا اشاره کرد.
وی همچنین در تیم‌های ملی فوتبال اسپانیا و باسک بازی کرده‌است.